# エドガー・サイアーズ
エドガー・サイアーズ（Edgar Morris Wood Syers、1863年3月18日 - 1946年2月16日）は、イギリス出身の男性フィギュアスケート選手。1908年ロンドンオリンピックペア銅メダリスト。パートナーは妻でもあるマッジ・サイアーズ。

## 経歴
- 1899年世界フィギュアスケート選手権の男子シングルに出場し3位となる。
- 1908年ロンドンオリンピックでは、妻のマッジ・サイアーズと組みペアで銅メダルを獲得。当時45歳であった。
- 競技から退いたのちは、コーチとして活動。

## 主な戦績

### 男子シングル
| 大会/年    | 1898-99 |
| ---------- | ------- |
| 世界選手権 | 3       |

### ペア
| 大会/年      | 1901-02 | 1905-06 | 1906-07 | 1907-08 |
| ------------ | ------- | ------- | ------- | ------- |
| オリンピック |         |         |         | 3       |